# جين ماري بومونت
جين ماري بومونت (بالإنجليزية: Jeanne Marie Beaumont)‏ (15 يونيو 1954)؛ كاتِبة وشاعرة أمريكية. درست في جامعة كولومبيا.